# Аппий Клавдий Пульхр (консул 38 года до н. э.)
А́ппий Кла́вдий Пульхр (лат. Appius Claudius Pulcher; умер после 32 года до н. э.) — римский политик и военачальник из патрицианского рода Клавдиев, консул 38 года до н. э. Был удостоен триумфа в 32 году до н. э. за победы в Испании.

## Биография
Аппий Клавдий принадлежал к одному из самых знатных и влиятельных патрицианских родов Рима, имевшему сабинское происхождение. Первым носителем когномена «Пульхр» (Красивый) был один из сыновей Аппия Клавдия Цека, консул 249 года до н. э. Аппий был его потомком в шестом поколении и старшим сыном Гая Клавдия Пульхра, претора 56 года до н. э. Его брата, предположительно, носившего преномен Гай, усыновил дядя, Аппий Клавдий Пульхр, консул 54 года до н. э., давший ему своё имя. После этого старшего из братьев называли, как правило, Аппий-старший (Appius maior) или Аппий, сын Гая.
Первые упоминания об Аппии Клавдии в источниках относятся к 58 году до н. э. Марк Туллий Цицерон в письме к Аттику от 4 сентября высказал опасение, что Аппий выдвинет обвинение против его брата Квинта в связи с наместничеством последнего в Азии. В 52 году до н. э., когда Публий Клодий погиб в стычке с людьми Тита Анния Милона, Аппий, приходившийся убитому племянником, стал одним из обвинителей на судебном процессе. Защитником был Цицерон, но Милона всё-таки признали виновным в убийстве. Аппий отказался от положенной ему по закону награды, поскольку его единственной целью было отомстить за дядю.
В 50 году до н. э. некий Аппий привёл из Галлии в Италию два легиона, входившие до того в состав армии Гая Юлия Цезаря, и передал их под командование Гнея Помпея. Это были I легион, до того отданный Помпеем Цезарю, и XV. Предполагалось, что эти соединения отправятся на укрепление парфянской границы, но они остались в Италии и позже участвовали в гражданской войне. Согласно Плутарху, Аппий «сильно умалял подвиги Цезаря в Галлии и распространял о нем клеветнические толки», из-за чего Помпей окончательно решил, что легко одержит победу в случае открытого конфликта. В историографии Аппия отождествляют с будущим консулом 38 года до н. э.
Неизвестно точно, чью сторону занял Пульхр в гражданской войне. Из сообщения Светония о пребывании двух братьев Клавдиев в Греции исследователи делают вывод, что двое Аппиев в 49 году до н. э. последовали за Помпеем на Балканы. В 43 году до н. э. Аппий-старший поддержал Марка Антония в благодарность за восстановление в правах его отца. Сохранилось письмо Цицерона к Дециму Юнию Бруту Альбину, одному из убийц Цезаря, с просьбой пощадить Пульхра в случае победы; Марк Туллий пишет о связывающих его с Аппием «теснейших дружеских отношениях».
В 38 году до н. э. Аппий Клавдий был консулом совместно с плебеем Гаем Норбаном Флакком; о прохождении им предыдущих ступеней cursus honorum ничего не известно. В последующие годы он был наместником в Испании, а по возвращении, 1 июня 32 года до н. э., отпраздновал триумф. Сохранились две надписи с его именем, найденные в Геркулануме: одна сообщает о строительстве Пульхром храма, другая — об установке статуи в его честь уже после его смерти.
Согласно одной из гипотез, сыном Аппия Клавдия Пульхра мог быть человек с таким же именем, который во 2 году до н. э. был уличён в любовной связи с дочерью Августа Юлией Старшей.